# Fredrik
Fredrik ist ein skandinavischer männlicher Vorname.

## Herkunft und Bedeutung
Fredrik ist die schwedische und norwegische Form eines germanischen Namens mit der Bedeutung friedvoller Herrscher, Friedensfürst. Die deutsche Form des Namens ist Friedrich, die englische Frederick; Weiteres zur Herkunft des Namens siehe hier.
Von Fredrik sind in patronymischer Bildung die Familiennamen Fredriksson (schwedisch) bzw. Fredriksen (norwegisch) abgeleitet.

## Namensliste

### A
- Johan Fredrik Åbom (1817–1900), schwedischer Architekt
- Carl Fredrik Adelcrantz (1716–1796), schwedischer Architekt

### B
- Fredrik Bajer (1837–1922), dänischer Politiker und Parlamentarier
- Fredrik Barth (1928–2016), norwegischer Ethnologe
- Fredrik Berglund (* 1979), schwedischer Fußballspieler
- Johan Fredrik Berwald (1787–1861), schwedischer Komponist
- Fredrik Blom (1781–1853), schwedischer Oberst und Architekt
- Fredrik Böök (1883–1961), schwedischer Literaturprofessor und Schriftsteller
- Ivar Fredrik Bredal (1800–1864), dänischer Dirigent und Komponist
- Fredrik Bremberg (* 1973), schwedischer Eishockeyspieler
- Fredrik Rosing Bull (1882–1925), norwegischer Ingenieur
- Fredrik Bull-Hansen (1927–2018), norwegischer General und Diplomat

### C
- Fredrik Ferdinand Carlson (1811–1887), schwedischer Historiker und Politiker
- Fredrik Henrik af Chapman (1721–1808), schwedischer Schiffbaumeister

### D
- Carl Fredrik Dahlgren (1791–1844), schwedischer Dichter und Priester

### E
- Fredrik Ekblom (* 1970), schwedischer Autorennfahrer
- Fredrik Emvall (* 1976), schwedischer Eishockeyspieler
- Fredrik Ericsson (1975–2010), schwedischer Alpinist und Extremskifahrer
- Fredrik Ericsson (* 1978), schwedischer Radrennfahrer

### F
- Fredrik Axel von Fersen (1719–1794), schwedischer General und Politiker
- Fredrik Franson (1852–1908), schwedischer Evangelist, Gründer von Kirchgemeinden, Gemeindeverbänden und mehrerer Missionsgesellschaften

### G
- Fredrik Wilhelm Gomnaes (1868–1925), norwegischer Komponist
- Hans Fredrik Gude (1825–1903), norwegischer Landschafts- und Marinemaler
- Ulrik Fredrik Gyldenløve (1638–1704), dänischer Statthalter in Norwegen

### H
- Fredrik Hasselquist (1722–1752), schwedischer Naturforscher
- Carl Fredrik Hill (1849–1911), schwedischer Maler und Zeichner

### J
- Fredrik Jacobson (* 1974), schwedischer Profigolfer
- Fredrik Johansson (* 1974), schwedischer Skispringer
- Fredrik Johansson (* 1978), schwedischer Radrennfahrer
- Fredrik Johansson (* 1986), schwedischer Orientierungsläufer
- Fredrik Hjalmar Johansen (1867–1913), norwegischer Polarforscher

### K
- Fredrik Kessiakoff (* 1980), schwedischer Radsportler
- Erland Fredrik Kumlander, bekannt als Erkki Karu (1887–1935), finnischer Filmregisseur und -produzent

### L
- Fredrik Larsson (1984–2020), schwedischer Handballspieler
- Fredrik Larzon (* 1973), schwedischer Schlagzeuger
- Fredrik Lindahl (* 1983), schwedischer Handballspieler
- Adolf Fredrik Lindblad (1801–1878), schwedischer Komponist
- Fredrik Lindström (* 1963), schwedischer Autor, Komiker und Linguist
- Fredrik Lindström (* 1989), schwedischer Biathlet
- Fredrik Ljungberg (* 1977), schwedischer Fußballspieler und -trainer, siehe Freddie Ljungberg
- Fredrik Ljungkvist (* 1969), schwedischer Jazz-Saxophonist und -Klarinettist
- Fredrik Ljungström (1875–1964), schwedischer Ingenieur und Industrieller
- Fredrik Lundgren (* 1979), schwedischer Fußballspieler
- Fredrik Lundin (* 1963), dänischer Jazzmusiker

### M
- Fredrik Modin (* 1974), schwedischer Eishockeyspieler

### N
- Lars Fredrik Nilson (1840–1899), schwedischer Chemiker
- Fredrik Nordström (* 1967), schwedischer Metal-Produzent, -Gitarrist und -Keyboarder
- Fredrik Nordström (* 1974), schwedischer Jazz-Saxophonist
- Fredrik Norén (1941–2016), schwedischer Jazz-Schlagzeuger und Bandleader
- Fredrik Norrena (* 1973), finnischer Eishockeytorwart
- Fredrik Nyberg (* 1969), schwedischer Skirennläufer

### O
- Fredrik Ohlander (* 1976), schwedischer Handballspieler
- Fredrik Ohlsson (1931–2023), schwedischer Schauspieler
- Fredrik Olausson (* 1966), schwedischer Eishockeyverteidiger
- Fredrik von Otter (1833–1910), schwedischer Admiral und Politiker

### P
- Fredrik Pacius (1809–1891), deutscher Komponist
- Fredrik Parelius (1879–1970), norwegischer Schriftsteller und Jurist
- Fredrik Petersen (1839–1903), norwegischer Theologe
- Fredrik Petersen (* 1983), schwedischer Handballspieler
- Fredrik Magnus Piper (1746–1824), schwedischer Architekt

### R
- Fredrik Reinfeldt (* 1965), schwedischer Politiker
- Fredrik Risp (* 1980), schwedischer Fußballspieler

### S
- Fredrik Samuelsson (* 1995), schwedischer Zehnkämpfer
- Fredrik Sjöberg (* 1958), schwedischer Schriftsteller und Übersetzer
- Fredrik Sjöström (* 1983), schwedischer Eishockeyspieler
- Fredrik Söderström (* 1973), schwedischer Fußballspieler
- Fredrik Solvang (* 1977), norwegischer Journalist und Fernsehmoderator
- Fredrik Stang (1867–1941), norwegischer Politiker und Jurist
- Fredrik Stenman (* 1983), schwedischer Fußballspieler
- Fredrik Stillman (* 1966), schwedischer Eishockeyspieler und -trainer
- Fredrik Stoor (* 1984), schwedischer Fußballspieler
- Fredrik Ström (1880–1948), schwedischer Politiker und Autor
- Fredrik Strømstad (* 1982), norwegischer Fußballspieler
- Fredrik Svanbäck (* 1979), finnischer Fußballspieler

### T
- Fredrik Thulin (* 1972), schwedischer Freestyle-Skier

### V
- Fredrik Vahle (* 1942), deutscher Liedermacher und Autor
- Fredrik Villumstad (* 1999), norwegischer Skispringer